# Zburaż
Zburaż (biał. Збураж, Zburaż; ros. Збураж, Zburaż) – wieś na Białorusi, w obwodzie brzeskim, w rejonie małoryckim, w sielsowiecie Ołtusz.
Siedziba parafii prawosławnej; znajduje się tu cerkiew pw. Opieki Matki Bożej.

## Historia
Wieś ekonomii brzeskiej w drugiej połowie XVII wieku. 
W XIX i w początkach XX w. wieś i majątek ziemski położone w Rosji, w guberni grodzieńskiej, w powiecie brzeskim.
W dwudziestoleciu międzywojennym wieś i folwark leżące w Polsce, w województwie poleskim, w powiecie brzeskim, w gminie Małoryta. W 1924 wieś i folwark liczyły 788 mieszkańców, wśród których 778 zadeklarowało narodowość białoruską, 7 polską i 3 inną. 785 mieszkańców było wyznania prawosławnego i 3 rzymskokatolickiego. W 1932 erygowano tu parafię obrządku bizantyjsko-słowiańskiego, która po 1939 zanikła.
30 października 1933 w Zburażu, podczas ratowania z pożaru trójki dzieci, zginął mjr Jerzy Feliks Szamota, oficer 17. Pułku Ułanów i syn gen. Józefa Szamoty.
Po II wojnie światowej w granicach Związku Sowieckiego. Od 1991 w niepodległej Białorusi.

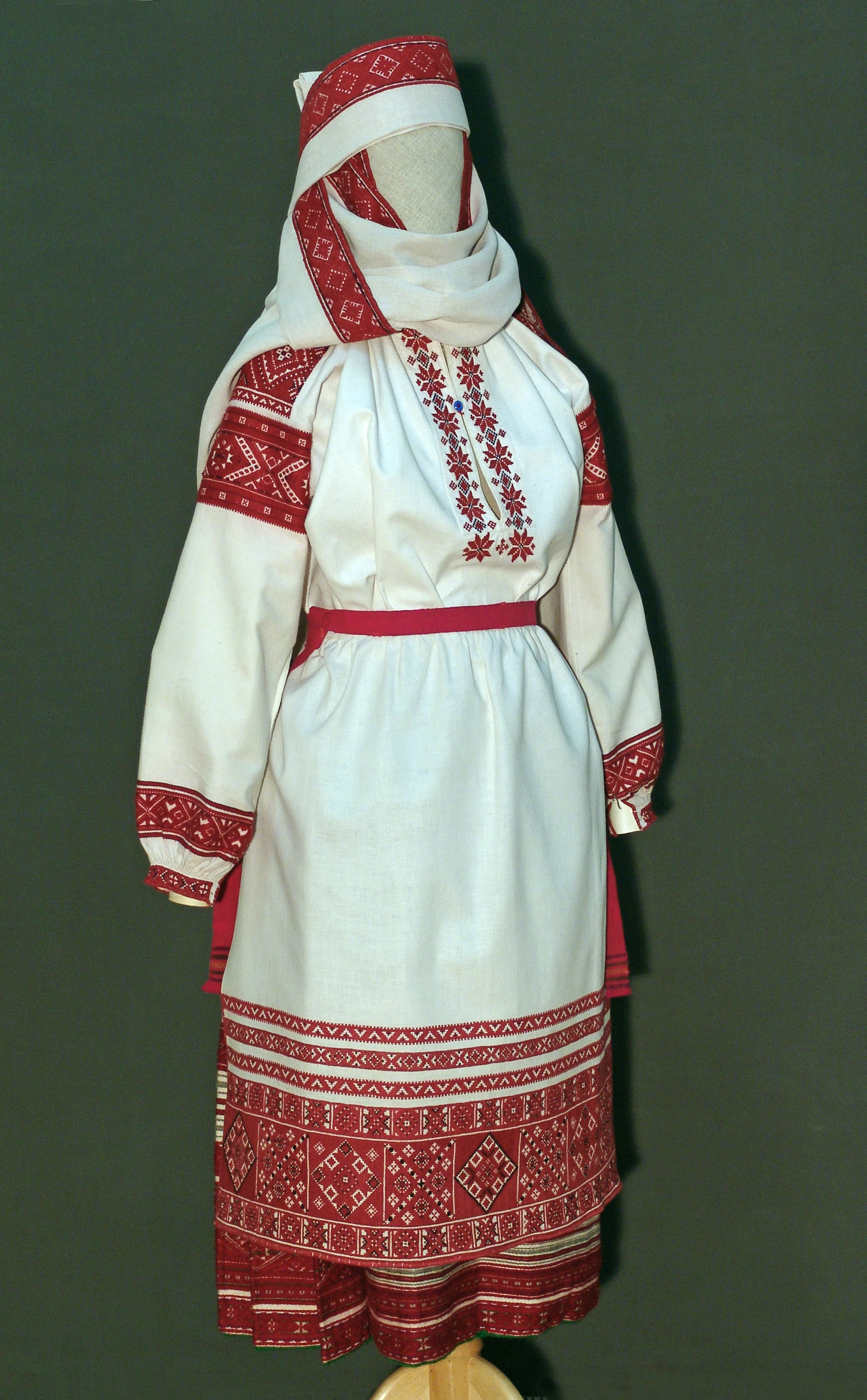
Tradycyjny strój kobiecy ze Zburaża
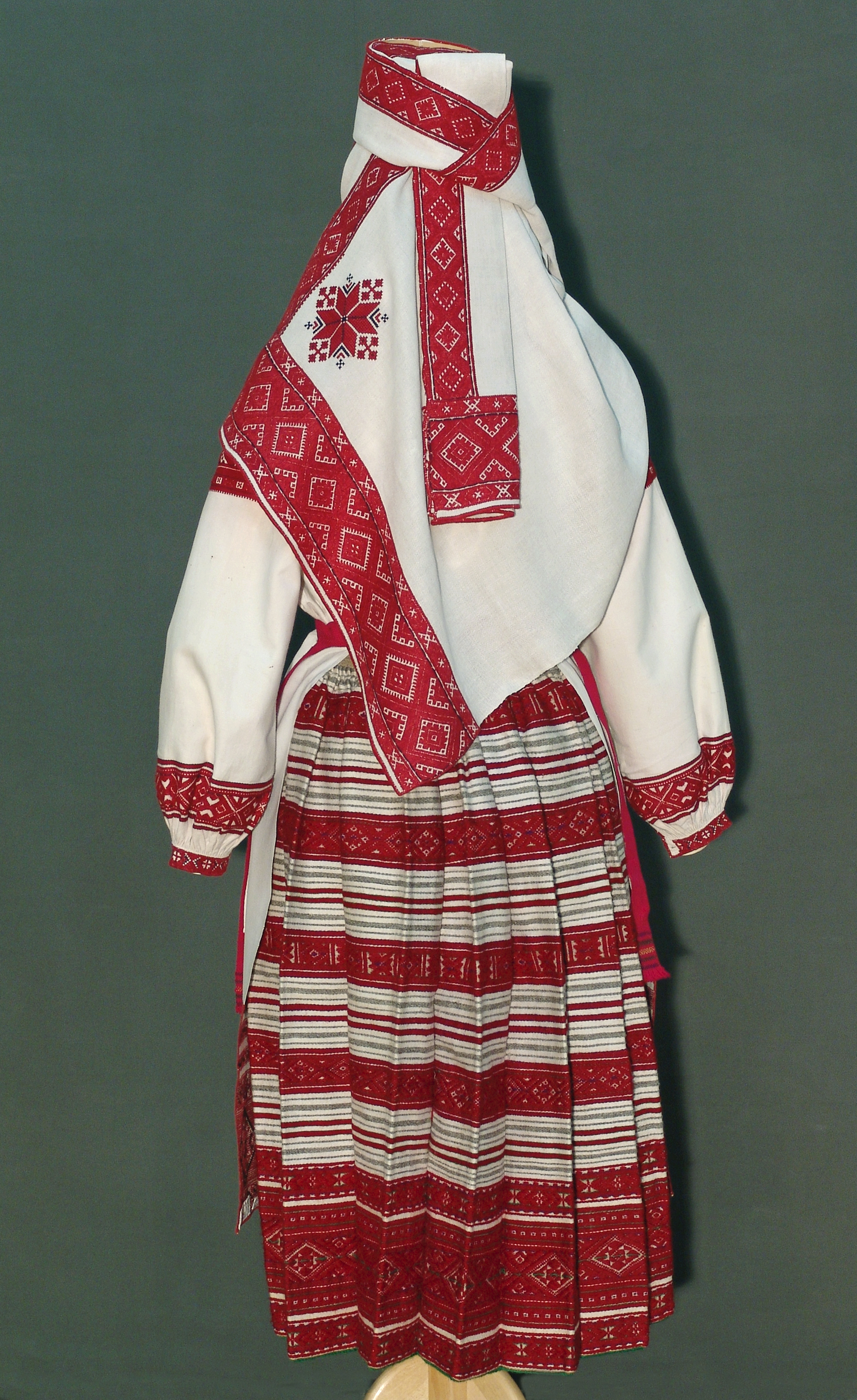